# La Fageda d’en Jordà

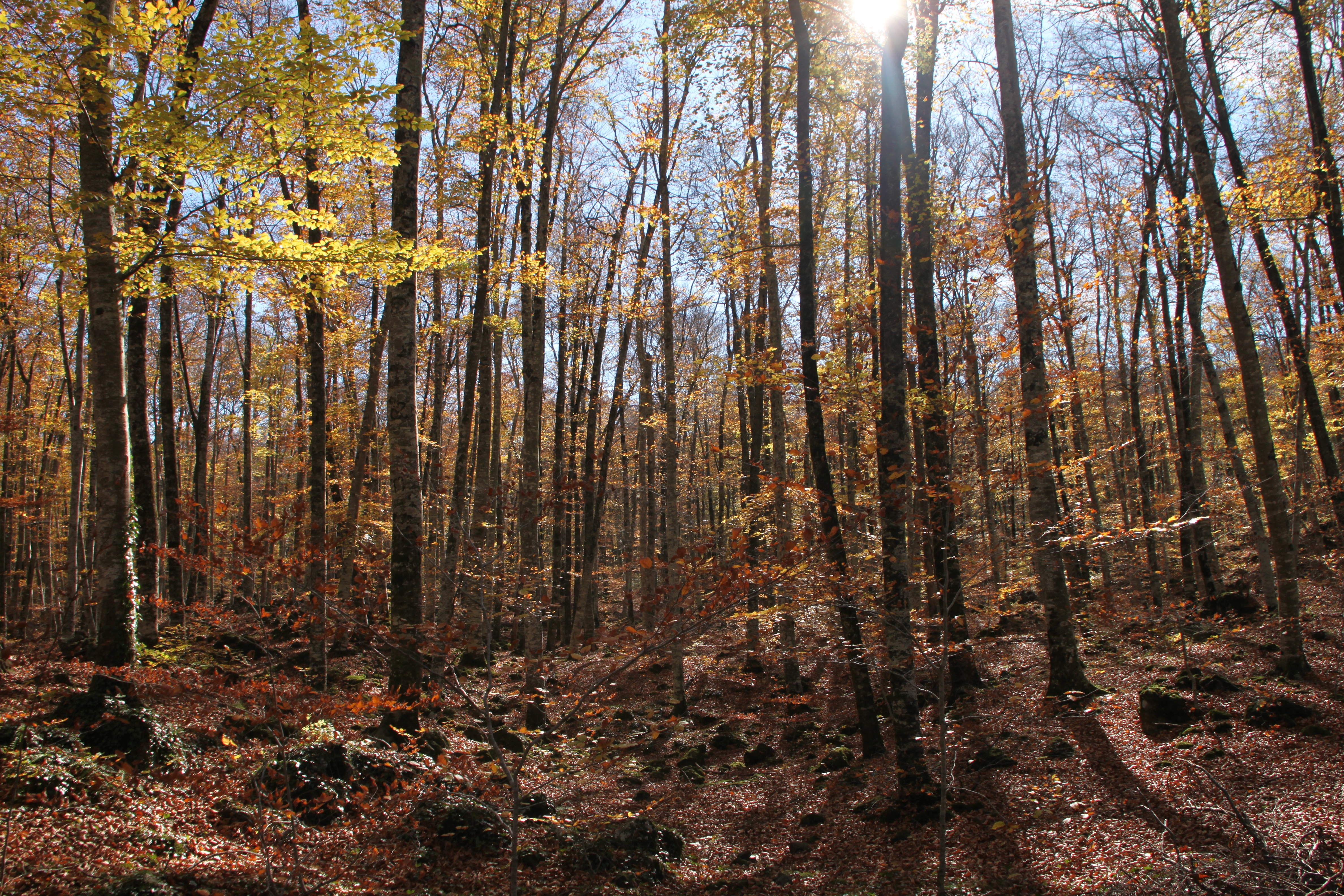
La Fageda d’en Jordà

La Fageda d’en Jordà ist ein über knapp 5 km² ausgedehnter Buchenwald im Norden des Vulkans Puig Jordà (607 m) zwischen den Orten Olot (im Nordwesten) und Santa Pau (im Südosten) in der Garrotxa (Provinz Girona, Katalonien, Spanien). Der Wald erstreckt sich auf einer etwa 550 hohen Ebene am Fuß der nördlichen Ausläufer der Serra del Corb im Umfeld der Gemeinde Santa Pau und im Südosten der Stadt Olot auf einem erkalteten Lavastrom des Vulkans Croscat. Alle Bäume dieses Waldes stehen somit auf erkalteter Lava, die ein Vulkan vor Jahrhunderten ausspuckte. Der Wald wurde 1994 in den Naturschutzpark Vulkane der Garrotxa integriert.
Bekannt wurde die Fageda d’en Jordà, da der katalanische Dichter Joan Maragall ihr das Gedicht La fageda d’en Jordà widmete. Angefahren werden kann die Fageda d’en Jordà am besten aus dem fünf Kilometer entfernten Ort über die GI-524 bis auf den Parkplatz Area de Can Serra (auch Parkplatz Fageda genannt), auf dem ein Besucher- und Dienstleistungszentrum wie auch ein Picknickplatz eingerichtet ist. Der Eintritt in den Wald ist frei. Das Auto kann auf dem genannten Parkplatz abgestellt werden, wo sich auch mietbare Pferdekutschen befinden.
Jede Jahreszeit ist eine gute Zeit, um diesen Buchenwald zu besuchen, da der Wechsel der Jahreszeit verschiedene Details in der Landschaft offenbart. Der Frühling bietet eine gute Option, um das gute Wetter ohne viele Menschen zu genießen. Im Winter ist es in der Gegend ziemlich kalt. Zu dieser Zeit öffnen die unbelaubten Bäume den Blick auf die eigentliche Vulkanlandschaft. Im Sommer gibt es natürlicherweise den höchsten Besucherandrang. Die Bäume spenden in dieser Zeit üppigen Schatten und wirken deutlich temperaturregulierend. Der Wald kann auf verschiedenen Routen und Touren erschlossen werden. Die Route 1 besteht aus einem etwas mehr als 10   Kilometer langem Rundweg innerhalb der Fageda. Diese Route führt um die Vulkane Croscat und Santa Margarida herum, zwei der herausragenden Orte im gesamten Naturpark. Die Route 2 ist kürzer gefasst für Menschen, die vorwiegend den laubreichen Teil des Waldes genießen möchten. Dieser 1,5 Kilometer lange Rundweg kann in einer halben Stunde absolviert werden. Er gibt einen Eindruck des gesamten Buchenwaldes. Eine originelle Art, die Fageda kennenzulernen ist die Erfahrung des Gebietes mit einem Pferdewagen, der auf dem Parkplatz Fageda gemietet werden kann.
Schließlich bietet die Milchbauerngenossenschaft La Fageda am Rand des Waldes Besichtigungsmöglichkeiten und Informationsmöglichkeiten für die Herstellung von Yogurth und Käse sowie über die Pflege der Tiere. Dieser landwirtschaftliche Betrieb ist seit langem für sein erfolgreiches soziales Integrationsprogramm für Menschen mit psychischen Behinderungen und Erkrankungen in die landwirtschaftliche Arbeit bekannt.

La Fageda d'en Jordà
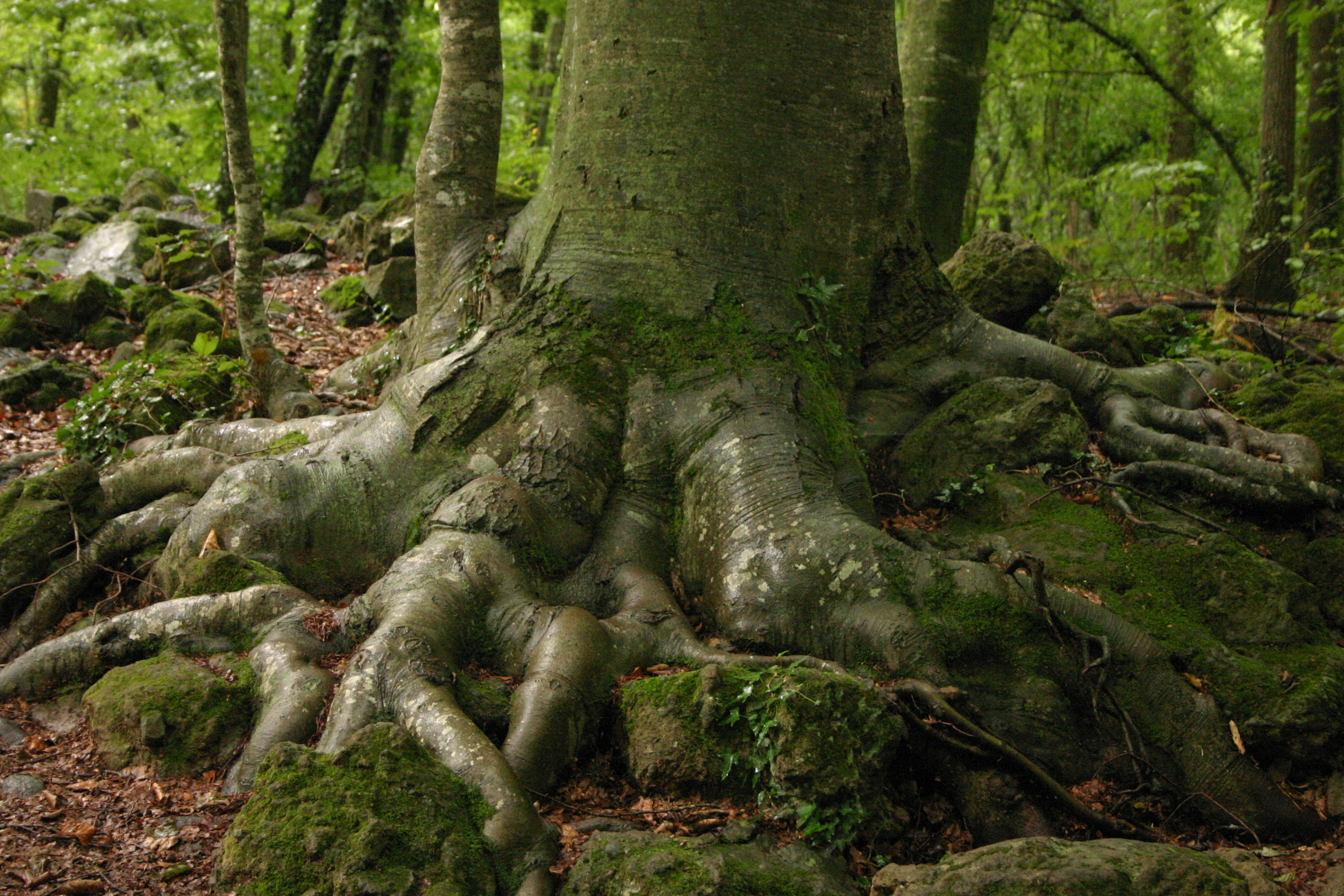
Fuß einer Buche
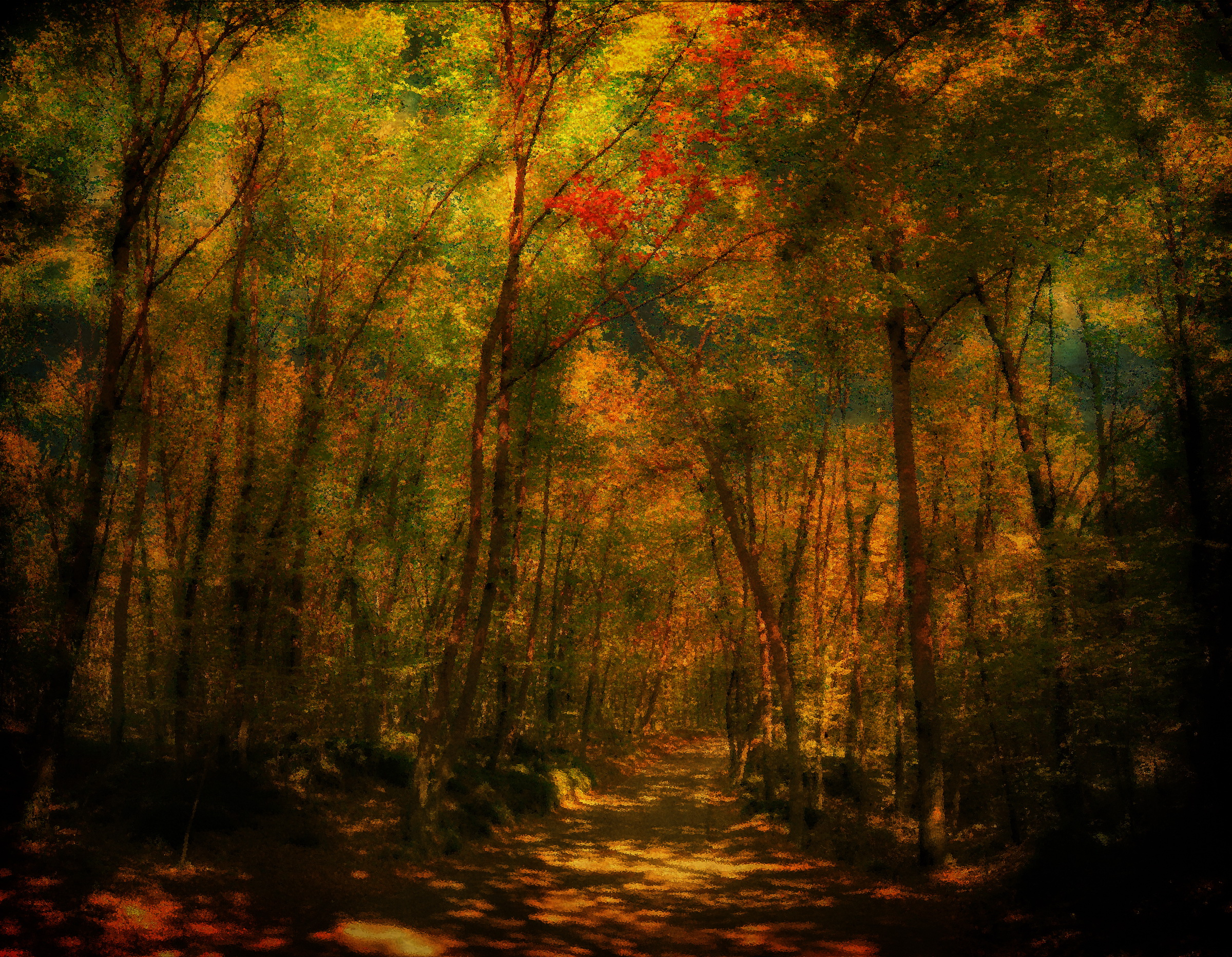
Einer der Orte im Buchenhain von Jordà
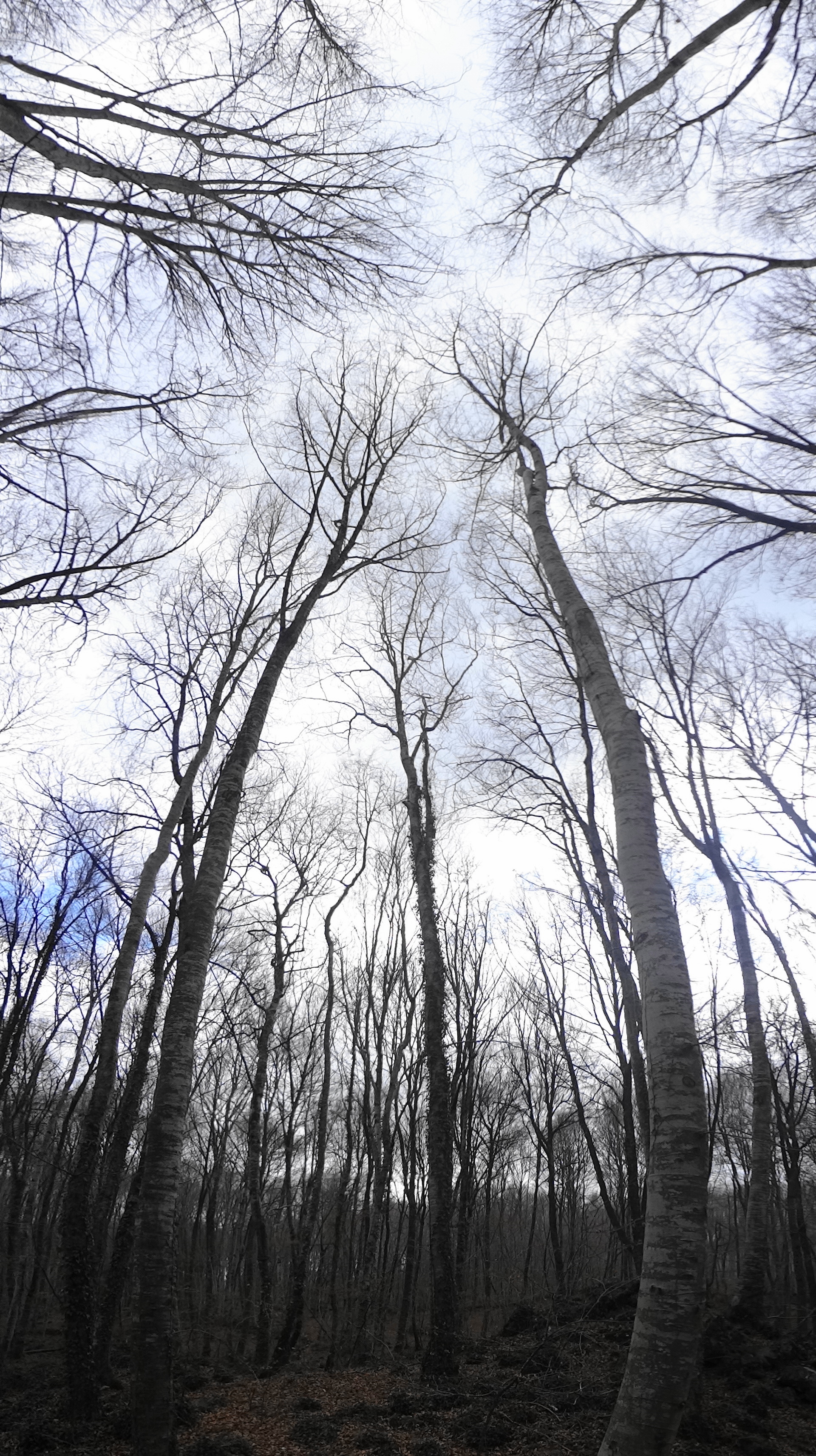
Vertikales Panorama
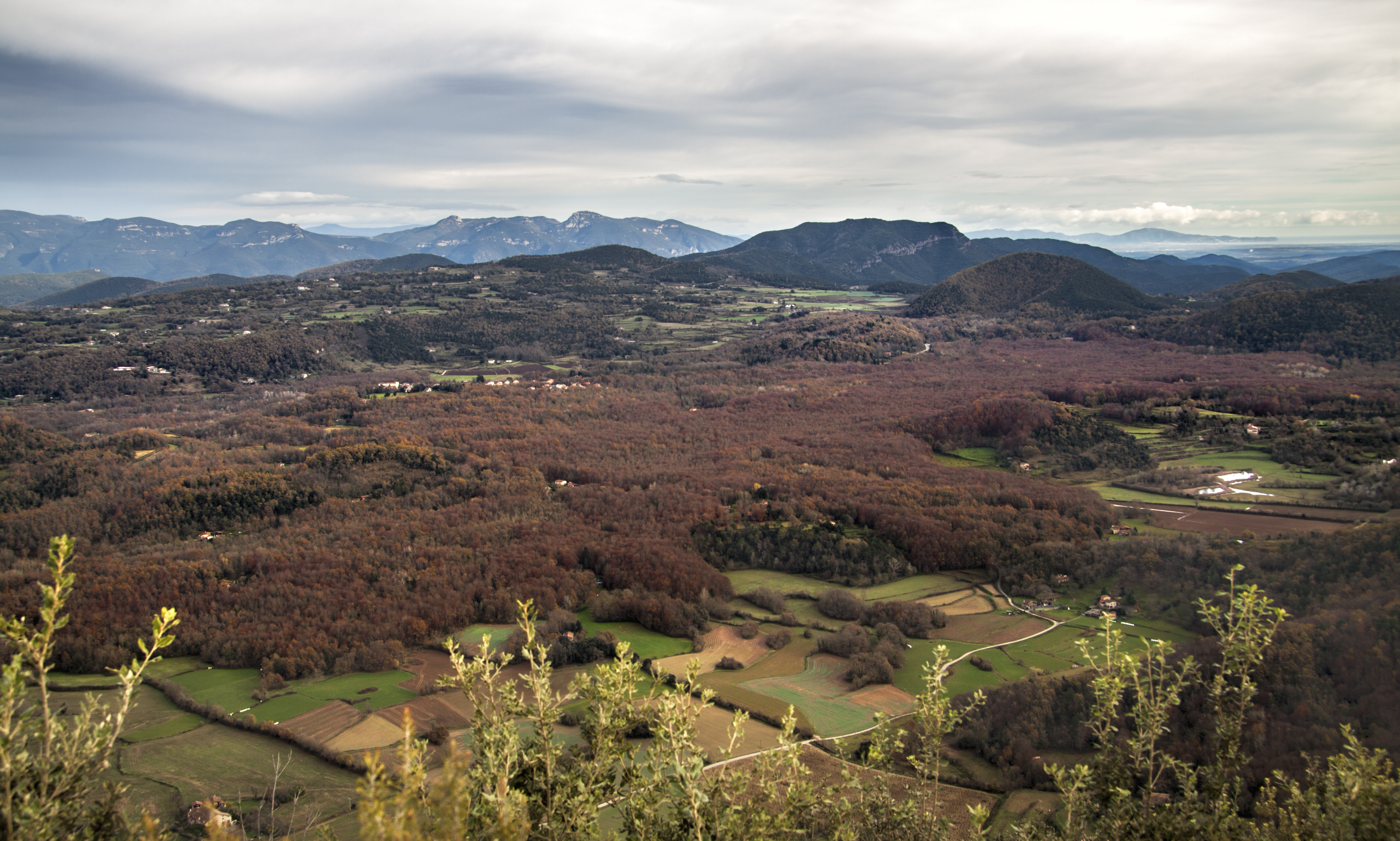
Sicht der Fageda d’en Jordà von der Serra de Xenacs aus
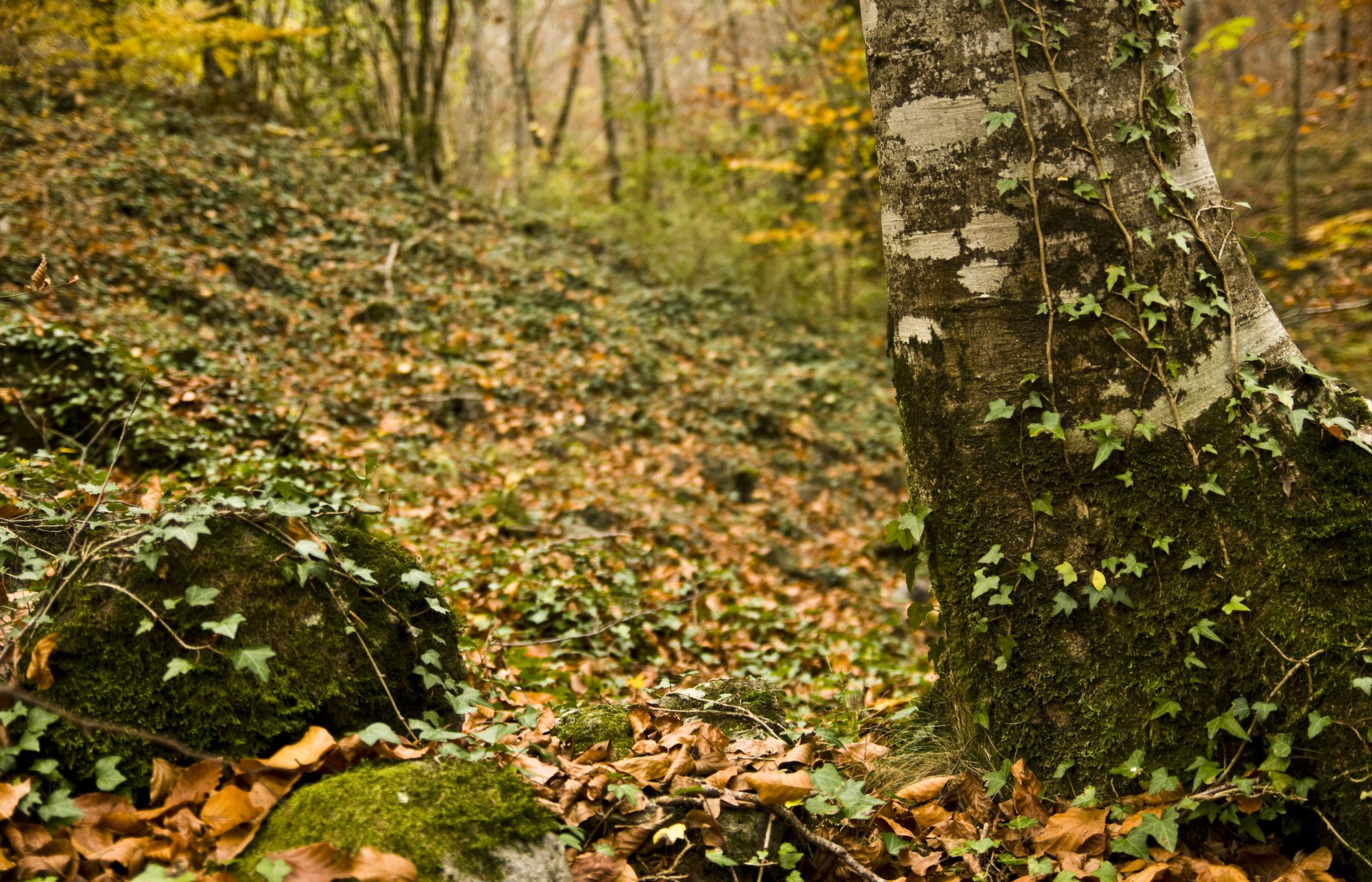
Unterholz in der Fageda d’en Jordà
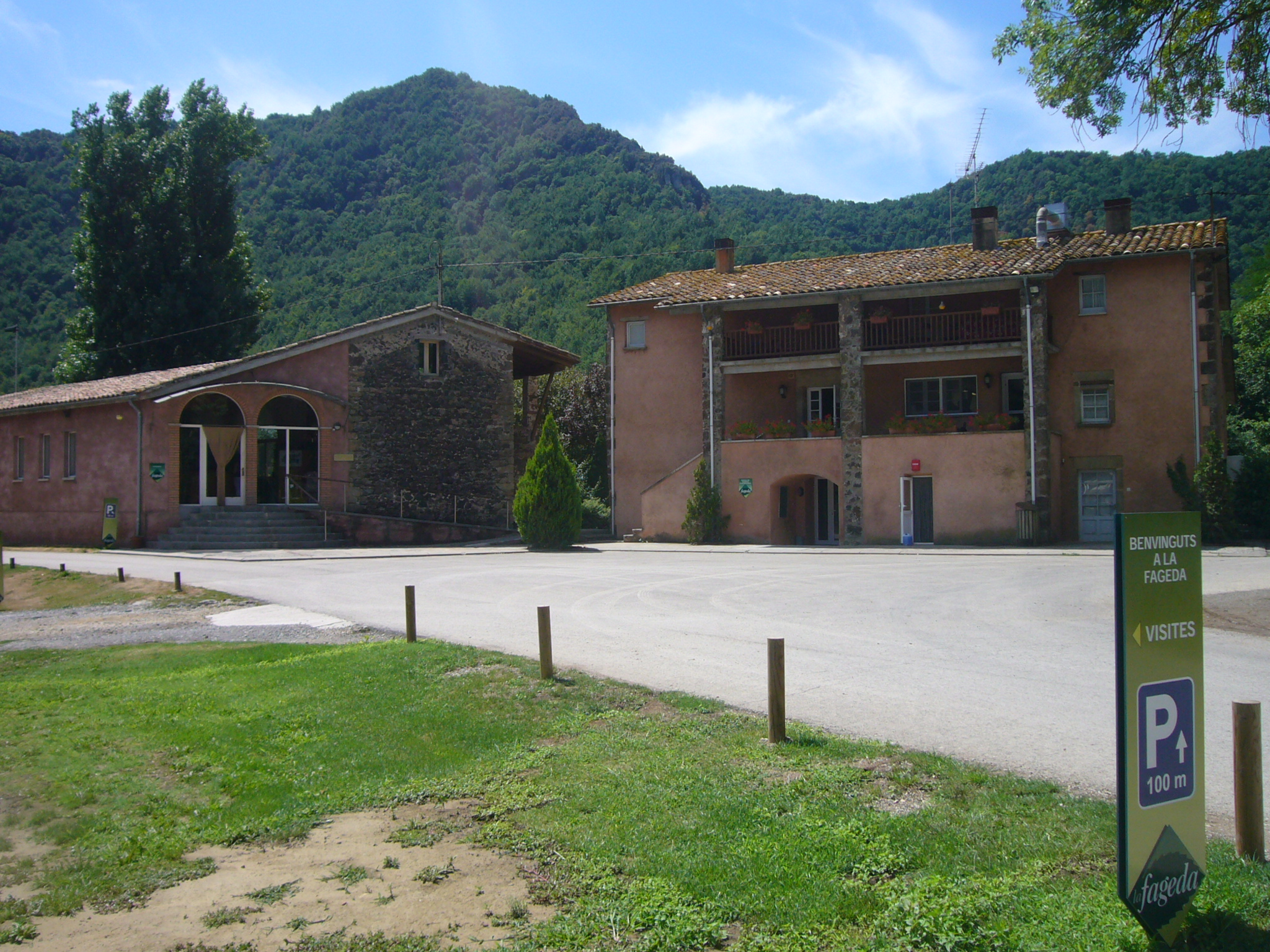
Die Milchverarbeitungs-kooperative und Stiftung La Fageda in Santa Pau